# Magyarországi Kínai Chanbuddhista Egyház

A Magyarországi Kinai Chanbuddhista Egyház (kínai: 匈牙利中国禅宗佛教会 pinjin: Xiōngyálì zhōngguó chánzōng fójiào huì) a magyarországi buddhizmus egyik hivatalos egyházi szervezete, amely a mahájána buddhizmus csan iskolájához tartozó vonalat képviseli. Központja a budapesti Pu-ji templom. Az egyház megalapításában kiemelkedő szerepet töltött be a Kínai Művészeti Központ, illetve a hazánkban élő kínai buddhista szerzetesek. Az egyház vezetője, Chi Shun buddhista főapát 8 éve él hazánkban.
A Cinkotán található PuJi templomban rendszeresen tartanak déli és esti szertartásokat, és megtartják a hagyományos buddhista ünnepeket is. Chi Shun  Mester meditációs kurzusokat tart az intézményen belül.
Az egyház által hódolt egyik kiemelt buddhista alak, Kuanjin (kínai: 觀音 / 观音, pinjin: guānyīn) bódhiszattva, akit Indiai megfelelőjével, Avalókitésvarával ellentétben Kínában (és más délkelet-ázsiai országokban is) leggyakrabban nőneműként ábrázolnak. A PuJi templom fő szobra is Kuanjint ábrázolja.

## Története
Ming Lai apát felkérésére a Kínai Művészeti Központ segítséget nyújtott a Magyarországi Kínai Chanbuddhista Egyház egy közösség megalakításában. 2002. szeptember 14-én az egyház hivatalosan is bejegyzésre került. A közösségben aktív szerepet tölt be a magyarországi kínai kolónia. A Kínai Művészeti Központ részt vállal a Pu-ji templom építésében, amely 2003. augusztus 2-án nyitja meg kapuit. A templom avatási szertartásra számos országból érkeznek szerzetesek (bhikkhuk és bhikkhunik) és világi hívők (háztulajdonos, upászaka, upásziká). Európában elsőként tartottak ezen a napon csan esküvői szertartást. A történelmi eseményen az ifjú pár a Kínai Művészeti Központ elnöke, XiaoFeng Cserkész Gábor és YaoXian Cserkészné Prokop Nikoletta volt.

## Külső hivatkozások
- A kínai chanbuddhista egyház hivatalos facebook oldala